# AltaVista
AltaVista was de naam van een internetzoekmachine. De naam betekent zicht van boven. AltaVista ontstond in 1995 toen het bedrijf Digital Equipment Corporation met altavista.digital.com begon. Het ontwikkelde zich verder tot een brede, populaire zoekmachine, waaraan eind jaren 90 veel nieuwe mogelijkheden werden toegevoegd. Andere bedrijven namen die ook in hun zoekmachines op. Een voorbeeld daarvan is het zoeken op complete frasen door gebruik te maken van aanhalingstekens.
AltaVista ging in 1996 samenwerken met Yahoo! Twee jaar later, in 1998, werd Digital aan Compaq verkocht, dat de zoekmachine een jaar later als een portaal op het internet plaatste. Dit deed de bezoekersaantallen geen goed, zeker met Google in opkomst. Compaq verkocht het bedrijf weer, waardoor AltaVista in 2004 in handen kwam van Yahoo! Eind juni 2013 werd besloten AltaVista stop te zetten, dat gebeurde op 8 juli.
AltaVista verleent meer diensten, zoals AltaVista BabelFish Vertalen, genoemd naar de Babelvis.